# 哈莫尼鎮區 (新澤西州)
哈莫尼鎮區（英語：Harmony Township）是位於美國新澤西州沃倫縣的一個鎮區。

## 地方資料
哈莫尼鎮區的面積為62.49平方千米，當中陸地面積為61.51平方千米，而水域面積為0.98平方千米。根據2020年美國人口普查的數據，當地共有人口2503人，而人口密度為每平方千米40.05人。